# Naturbahnrodel-Weltcup 1998/99
Der Naturbahnrodel-Weltcup 1998/99 wurde in drei Disziplinen und in jeweils sechs Saisonrennen ausgetragen.

## Damen-Einsitzer

### Ergebnisse
| Datum                   | Ort             | Siegerin            | Zweite            | Dritte                 |
| ----------------------- | --------------- | ------------------- | ----------------- | ---------------------- |
| 3. bis 6. Dezember 1998 | Sölden          | Elvira Holzknecht   | Beate Fasching    | Sonja Steinacher       |
| 3. bis 6. Januar 1999   | Tiers           | Erna Schweigl       | Sonja Steinacher  | Christa Gietl          |
| 14. bis 17. Januar 1999 | Bad Goisern     | Sonja Steinacher    | Elvira Holzknecht | Christa Gietl          |
| 21. bis 24. Januar 1999 | Canale d’Agordo | Irene Mitterstieler | Sonja Steinacher  | Christa Gietl          |
| 3. bis 5. Februar 1999  | Aurach          | Christa Gietl       | Elvira Holzknecht | Sonja Steinacher       |
| 6. bis 7. Februar 1999  | Aurach          | Elvira Holzknecht   | Sonja Steinacher  | Jekaterina Lawrentjewa |

### Weltcupstand
Endstand nach sechs Rennen (ein Streichresultat)
| Rang | Name                   | Punkte |
| ---- | ---------------------- | ------ |
| 1    | Elvira Holzknecht      | 430    |
| 2    | Sonja Steinacher       | 425    |
| 3    | Christa Gietl          | 360    |
| 4    | Erna Schweigl          | 316    |
| 5    | Irene Mitterstieler    | 293    |
| 6    | Sandra Mariner         | 280    |
| 7    | Jekaterina Lawrentjewa | 277    |
| 8    | Beate Fasching         | 276    |

| Rang | Name                | Punkte |
| ---- | ------------------- | ------ |
| 09   | Sonja Dobson        | 121    |
| 10   | Polina Danilewskaja | 114    |
| 11   | Simona Martin       | 100    |
| 12   | Magdalena Hula      | 085    |
| 13   | Julija Wetlowa      | 075    |
| 14   | Ewelina Żurek       | 074    |
| 15   | Ursina Schneider    | 066    |
| 0    | 0                   | 0      |

## Herren-Einsitzer

### Ergebnisse
| Datum                   | Ort             | Sieger            | Zweiter           | Dritter           |
| ----------------------- | --------------- | ----------------- | ----------------- | ----------------- |
| 3. bis 6. Dezember 1998 | Sölden          | Gerhard Pilz      | Martin Gruber     | Robert Batkowski  |
| 3. bis 6. Januar 1999   | Tiers           | Reinhard Gruber   | Martin Gruber     | Anton Blasbichler |
| 14. bis 17. Januar 1999 | Bad Goisern     | Martin Gruber     | Anton Blasbichler | Reinhard Gruber   |
| 21. bis 24. Januar 1999 | Canale d’Agordo | Anton Blasbichler | Reinhard Gruber   | Martin Gruber     |
| 3. bis 5. Februar 1999  | Aurach          | Reinhard Gruber   | Anton Blasbichler | Georg Eberharter  |
| 6. bis 7. Februar 1999  | Aurach          | Anton Blasbichler | Reinhard Gruber   | Gerhard Pilz      |

### Weltcupstand
Endstand nach sechs Rennen (ein Streichresultat)
| Rang | Name                | Punkte |
| ---- | ------------------- | ------ |
| 01   | Reinhard Gruber     | 0440 * |
| 02   | Anton Blasbichler   | 440    |
| 03   | Martin Gruber       | 386    |
| 04   | Gerhard Pilz        | 350    |
| 05   | Robert Batkowski    | 291    |
| 06   | Georg Eberharter    | 277    |
| 07   | Gerald Kallan       | 247    |
| 08   | Ferdinand Hirzegger | 228    |
| 09   | Marcus Grausam      | 209    |
| 10   | Borut Fejfar        | 172    |
| 11   | Gašper Benedik      | 156    |
| 12   | Daniele Pieiller    | 146    |
| 13   | Grega Spendov       | 143    |

| Rang | Name                | Punkte |
| ---- | ------------------- | ------ |
| 14   | Gašper Megušar      | 135    |
| 15   | Luis Reichl         | 115    |
| 16   | David Mair          | 101    |
| 17   | Eddy Perrin         | 088    |
| 18   | Georg Sappl         | 079    |
| 19   | Roland Ploner       | 072    |
| 20   | Roman Molwistow     | 070    |
| 21   | Mohor Habjan        | 067    |
| 22   | Patrick Clemens     | 064    |
| 23   | Hans-Rudolf Baumann | 062    |
| 24   | Robert Tomelitsch   | 056    |
| 25   | Hassan Zaheer       | 052    |
| 26   | Borut Kralj         | 050    |

| Rang | Name                | Punkte |
| ---- | ------------------- | ------ |
| 27   | Waldemar Siąkała    | 47     |
|      | Denis Alimow        | 47     |
| 29   | Herbert Pilz        | 42     |
| 30   | Hansjörg Mühlbacher | 40     |
|      | Kristian Roel       | 40     |
| 32   | Rainer Jud          | 36     |
| 33   | Roland Kallan       | 34     |
| 34   | Andreas Castiglioni | 32     |
| 35   | Guido Hilgarter     | 25     |
| 36   | Damian Waniczek     | 21     |
| 37   | Erik Sjödin         | 20     |
|      | Alexander Elsässer  | 20     |
| 39   | Makis Nimanis       | 18     |

## Doppelsitzer

### Ergebnisse
| Datum                   | Ort             | Sieger                     | Zweiter                         | Dritter                         |
| ----------------------- | --------------- | -------------------------- | ------------------------------- | ------------------------------- |
| 3. bis 6. Dezember 1998 | Sölden          | Helmut Ruetz Andi Ruetz    | Martin Psenner Christian Hafner | Peter Lechner Peter Braunegger  |
| 3. bis 6. Januar 1999   | Tiers           | Reinhard Beer Herbert Kögl | Helmut Ruetz Andi Ruetz         | Martin Psenner Christian Hafner |
| 14. bis 17. Januar 1999 | Bad Goisern     | Helmut Ruetz Andi Ruetz    | Reinhard Beer Herbert Kögl      | Peter Lechner Peter Braunegger  |
| 21. bis 24. Januar 1999 | Canale d’Agordo | Helmut Ruetz Andi Ruetz    | Reinhard Beer Herbert Kögl      | Rainer Jud David Mair           |
| 3. bis 5. Februar 1999  | Aurach          | Helmut Ruetz Andi Ruetz    | Peter Lechner Peter Braunegger  | Reinhard Beer Herbert Kögl      |
| 6. bis 7. Februar 1999  | Aurach          | Armin Mair David Mair      | Helmut Ruetz Andi Ruetz         | Reinhard Beer Herbert Kögl      |

### Weltcupstand
Endstand nach sechs Rennen (ein Streichresultat)
| Rang | Name                                   | Punkte |
| ---- | -------------------------------------- | ------ |
| 01   | Helmut Ruetz – Andi Ruetz              | 485    |
| 02   | Reinhard Beer – Herbert Kögl           | 410    |
| 03   | Peter Lechner – Peter Braunegger       | 335    |
| 04   | Armin Mair – David Mair                | 280    |
| 05   | Emanuele Giannelli – Vanja Demé        | 270    |
| 06   | Martin Psenner – Christian Hafner      | 210    |
| 07   | Denis Alimow – Roman Molwistow         | 100    |
| 08   | Rainer Jud – David Mair                | 070    |
| 09   | Harald Kleinhofer – Gerhard Mühlbacher | 060    |
| 10   | Waldemar Siąkała – Damian Waniczek     | 055    |

## Nationenwertung
| Rang | Land          | Punkte |
| ---- | ------------- | ------ |
| 01   | Italien       | 4320   |
| 02   | Österreich    | 4185   |
| 03   | Slowenien     | 0792   |
| 04   | Russland      | 0722   |
| 05   | Deutschland   | 0336   |
| 06   | Polen         | 0282   |
| 07   | Schweiz       | 0227   |
| 08   | Liechtenstein | 0137   |
| 09   | Kanada        | 0121   |
| 10   | Indien        | 0052   |
| 11   | Norwegen      | 0040   |
| 12   | Schweden      | 0020   |
| 13   | Lettland      | 0018   |